# 飛燕力敬介
飛燕力 敬介（ひえんりき けいすけ、1983年3月6日 - ）は、新潟県燕市出身で、押尾川部屋（一時、尾車部屋）所属の現役大相撲力士。本名は吉川 敬介（きっかわ けいすけ）。身長178.3cm、体重124.9kg、血液型はO型。得意は右四つ、出し投げ。最高位は西幕下29枚目（2014年9月場所）。

## 来歴
1998年3月場所で押尾川部屋から初土俵を踏む。同期生には追風海、玉乃島、北太樹、玉飛鳥らがいる。1999年7月場所は6勝1敗の好成績で、6人で争われる優勝決定戦に進出しているが、優勝は逃している（この時、序ノ口優勝した長谷川は翌場所限りで引退、その後テレビのスポーツバラエティの検証番組に出演したことがある）。この場所より前は序二段に上がっても一度も勝ち越せていなかったが、この翌場所以降は一度も序ノ口に落ちていない。その後は2002年9月場所で三段目に昇進するも1場所で陥落。2003年3月場所より飛燕に出身地の燕を掛けて現在の四股名に改めている。師匠の押尾川親方（元大関 大麒麟）の定年退職が近いため2005年3月場所限りで押尾川部屋が閉鎖された後は、一門の尾車部屋に移籍した。
尾車部屋移籍後の2008年1月場所からは、三段目に定着。しかし、幕下にはなかなか上がれず、西三段目4枚目が最高位であった。
現役生活も長くなった現在は、日本相撲協会理事でもある尾車親方（元大関 琴風）の付け人や、ちゃんこ番などの雑用もこなしている。2014年7月場所では快進撃が続き、13日目には6戦全勝同士の取組として、初土俵以来土付かずの20連勝だった安彦を突き落としに破り、安彦に初黒星を付けるとともに、初土俵から98場所目にして初の各段優勝となる自身初の三段目優勝を飾った。これが7戦全勝優勝だったことから、翌9月場所に99場所目にして初の幕下昇進を果たした。この場所は1勝6敗の成績で、翌場所では三段目に陥落した。2018年5月場所は、2番目の相撲で右膝前十字靭帯断裂の大怪我をしたため途中休場となった。初土俵以来初の休場で連続出場も834で止まった。年齢的な理由から手術は回避し、下半身のトレーニングを強化して怪我を克服することになった。7月場所は2007年11月場所以来の序二段陥落となったが、4勝3敗と勝ち越した。
2022年1月場所後の1月27日、日本相撲協会の定例理事会で、尾車部屋が閉鎖されることと、尾車部屋付きの22代押尾川（元関脇・豪風）が押尾川部屋を新設することが共に2月7日付で承認され、自身は押尾川部屋へ転籍することになった。所属部屋が押尾川部屋に戻るのは、旧押尾川部屋が閉鎖されて以来17年ぶりとなった。3月場所初日の1番相撲で17年ぶりに「押尾川部屋」と所属部屋がアナウンスされ「入門した部屋でもう1回取れるうれしさと、年齢が年齢だけに恥ずかしい」と照れ笑いした。
2025年3月場所では、1番相撲から三段目優勝を決めた2014年7月場所以来の6連勝。13日目に組まれた颯雅との7番相撲に勝てば序二段優勝の可能性もあったが敗れた。優勝すれば、序二段では一ノ矢の32歳27日の年長優勝記録を実に10歳も更新。幕下以下でも史上初の40歳代での優勝ではあったが叶わなかった。

## 略歴
- 1998年3月場所 - 初土俵
- 1998年5月場所 - 序ノ口昇進
- 1998年9月場所 - 序二段昇進
- 2002年9月場所 - 三段目昇進
- 2014年9月場所 - 幕下昇進

## 主な成績
2025年7月場所終了現在
- 通算成績：552勝578敗4休（163場所）

### 各段優勝
- 三段目優勝：1回（2014年7月場所）

| | 一月場所 初場所（東京） | 三月場所 春場所（大阪） | 五月場所 夏場所（東京） | 七月場所 名古屋場所（愛知） | 九月場所 秋場所（東京） | 十一月場所 九州場所（福岡） |
| --- | ----------------------- | ----------------------- | ----------------------- | --------------------------- | ----------------------- | --------------------------- |
| 1998年 （平成10年） | x                       | （前相撲）              | 西序ノ口33枚目 3–4      | 東序ノ口27枚目 4–3          | 東序二段161枚目 3–4     | 西序ノ口11枚目 3–4          |
| 1999年 （平成11年） | 東序ノ口20枚目 4–3      | 西序二段134枚目 2–5     | 東序二段156枚目 3–4     | 西序ノ口3枚目 6–1           | 西序二段70枚目 1–6      | 西序二段101枚目 3–4         |
| 2000年 （平成12年） | 西序二段123枚目 3–4     | 西序二段135枚目 5–2     | 東序二段82枚目 3–4      | 東序二段101枚目 3–4         | 西序二段119枚目 4–3     | 西序二段91枚目 4–3          |
| 2001年 （平成13年） | 西序二段67枚目 4–3      | 東序二段42枚目 4–3      | 西序二段19枚目 2–5      | 東序二段43枚目 3–4          | 西序二段58枚目 5–2      | 西序二段19枚目 2–5          |
| 2002年 （平成14年） | 東序二段47枚目 2–5      | 東序二段73枚目 4–3      | 東序二段48枚目 4–3      | 西序二段24枚目 5–2          | 西三段目88枚目 3–4      | 東序二段4枚目 3–4           |
| 2003年 （平成15年） | 西序二段22枚目 3–4      | 東序二段43枚目 3–4      | 西序二段61枚目 3–4      | 西序二段80枚目 6–1          | 西序二段7枚目 3–4       | 東序二段30枚目 3–4          |
| 2004年 （平成16年） | 東序二段51枚目 5–2      | 西序二段11枚目 2–5      | 東序二段40枚目 4–3      | 東序二段18枚目 3–4          | 西序二段41枚目 4–3      | 東序二段18枚目 4–3          |
| 2005年 （平成17年） | 西三段目99枚目 4–3      | 西三段目80枚目 2–5      | 東序二段9枚目 5–2       | 東三段目75枚目 3–4          | 西三段目99枚目 2–5      | 東序二段26枚目 3–4          |
| 2006年 （平成18年） | 東序二段52枚目 4–3      | 西序二段27枚目 4–3      | 東序二段7枚目 2–5       | 東序二段38枚目 3–4          | 西序二段60枚目 3–4      | 東序二段80枚目 5–2          |
| 2007年 （平成19年） | 東序二段41枚目 3–4      | 西序二段60枚目 5–2      | 東序二段19枚目 4–3      | 東三段目99枚目 3–4          | 東序二段14枚目 2–5      | 東序二段44枚目 6–1          |
| 2008年 （平成20年） | 東三段目78枚目 4–3      | 東三段目57枚目 3–4      | 東三段目74枚目 2–5      | 西三段目96枚目 5–2          | 西三段目64枚目 3–4      | 東三段目77枚目 4–3          |
| 2009年 （平成21年） | 西三段目58枚目 3–4      | 西三段目73枚目 5–2      | 東三段目40枚目 2–5      | 西三段目66枚目 2–5          | 東三段目92枚目 5–2      | 西三段目57枚目 4–3          |
| 2010年 （平成22年） | 西三段目42枚目 5–2      | 西三段目14枚目 1–6      | 西三段目50枚目 4–3      | 西三段目33枚目 2–5          | 東三段目59枚目 4–3      | 西三段目42枚目 1–6          |
| 2011年 （平成23年） | 西三段目80枚目 5–2      | 八百長問題 により中止   | 西三段目47枚目 4–3      | 西三段目23枚目 3–4          | 西三段目37枚目 4–3      | 西三段目24枚目 2–5          |
| 2012年 （平成24年） | 西三段目48枚目 3–4      | 東三段目66枚目 5–2      | 西三段目38枚目 5–2      | 東三段目11枚目 3–4          | 東三段目28枚目 3–4      | 西三段目44枚目 5–2          |
| 2013年 （平成25年） | 東三段目17枚目 3–4      | 東三段目29枚目 5–2      | 西三段目4枚目 2–5       | 西三段目28枚目 2–5          | 東三段目56枚目 5–2      | 西三段目26枚目 4–3          |
| 2014年 （平成26年） | 東三段目18枚目 3–4      | 西三段目30枚目 2–5      | 西三段目57枚目 4–3      | 東三段目42枚目 優勝 7–0     | 西幕下29枚目 1–6        | 東三段目2枚目 2–5           |
| 2015年 （平成27年） | 東三段目29枚目 4–3      | 東三段目16枚目 3–4      | 西三段目36枚目 2–5      | 西三段目62枚目 4–3          | 東三段目46枚目 5–2      | 西三段目19枚目 2–5          |
| 2016年 （平成28年） | 西三段目47枚目 4–3      | 東三段目31枚目 3–4      | 西三段目45枚目 4–3      | 東三段目29枚目 4–3          | 西三段目15枚目 2–5      | 東三段目43枚目 3–4          |
| 2017年 （平成29年） | 東三段目55枚目 4–3      | 西三段目38枚目 2–5      | 西三段目71枚目 4–3      | 西三段目51枚目 3–4          | 東三段目74枚目 3–4      | 西三段目87枚目 4–3          |
| 2018年 （平成30年） | 西三段目68枚目 5–2      | 東三段目39枚目 3–4      | 西三段目52枚目 0–3–4    | 西序二段2枚目 4–3           | 西三段目83枚目 2–5      | 東序二段11枚目 3–4          |
| 2019年 （平成31年 /令和元年） | 東序二段32枚目 5–2      | 西三段目96枚目 4–3      | 東三段目77枚目 4–3      | 東三段目59枚目 2–5          | 東三段目86枚目 2–5      | 西序二段10枚目 3–4          |
| 2020年 （令和2年） | 東序二段37枚目 4–3      | 東序二段14枚目 4–3      | 感染症拡大 により中止   | 東三段目95枚目 5–2          | 東三段目59枚目 3–4      | 西三段目73枚目 2–5          |
| 2021年 （令和3年） | 東三段目98枚目 3–4      | 東序二段12枚目 3–4      | 東序二段35枚目 3–4      | 東序二段47枚目 4–3          | 西序二段19枚目 2–5      | 東序二段38枚目 4–3          |
| 2022年 （令和4年） | 西序二段16枚目 2–5      | 東序二段43枚目 5–2      | 東序二段16枚目 4–3      | 東三段目87枚目 3–4          | 西序二段13枚目 4–3      | 西三段目84枚目 3–4          |
| 2023年 （令和5年） | 西序二段12枚目 4–3      | 西三段目82枚目 3–4      | 西序二段12枚目 3–4      | 東序二段40枚目 4–3          | 東序二段17枚目 2–5      | 西序二段50枚目 5–2          |
| 2024年 （令和6年） | 西序二段11枚目 4–3      | 西三段目82枚目 3–4      | 西序二段12枚目 1–6      | 東序二段56枚目 4–3          | 西序二段30枚目 3–4      | 東序二段55枚目 4–3          |
| 2025年 （令和7年） | 東序二段35枚目 2–5      | 東序二段67枚目 6–1      | 西三段目78枚目 3–4      | 東序二段22枚目 3–4          | x                       | x                           |
| 各欄の数字は、「勝ち-負け-休場」を示す。 優勝 引退 休場 十両 幕下 三賞：敢=敢闘賞、殊=殊勲賞、技=技能賞 その他：★=金星 番付階級：幕内 - 十両 - 幕下 - 三段目 - 序二段 - 序ノ口 幕内序列：横綱 - 大関 - 関脇 - 小結 - 前頭（「#数字」は各位内の序列） |                         |                         |                         |                             |                         |                             |

## 改名歴
- 吉川 敬介（きっかわ けいすけ）1998年3月場所 - 2003年1月場所
- 飛燕力 敬介（ひえんりき けいすけ）2003年3月場所 -